# 삼정초등학교 (울산)
삼정초등학교는 대한민국 울산광역시 울주군에 있는 초등학교다.

## 학교 연혁
- 2001.03.14 삼정초등학교 교사 착공
- 2002.03.01 삼정초등학교 개교 (13학급 배정)
- 2002.12.11 ‘학교도서관 활용’ 교육과학기술부 정책연구학교 지정(2년)
- 2008.10.22 2008학년도 학교종합평가 우수학교 선정
- 2010.11.30 2010학년도 학력증진 우수학교 선정
- 2011.03.01 제6대 김순자 교장선생님 부임
- 2011.12.27 시교육청 청렴시책 실천 최우수기관 선정
- 2012.02.17 전국 100대 학교문화우수학교 선정
- 2012.03.01 생활지도 정책연구학교 지정(1년)
- 2013.03.01 유네스코학교 지정(유네스코한국위원회)
- 2013.12.27 2013 전국 인성교육 실천 우수학교 선정
- 2012.11.30 2012 대한민국 좋은학교 박람회 참가
- 2012.12.27 2012 전국 인성교육 실천 우수학교 선정
- 2014.02.21 제12회 졸업식 93명 졸업 (졸업생 총 1,005명)
- 2014.03.01 20학급 편성